# HMS Belfast
A HMS Belfast a Brit Királyi Haditengerészet Town-osztályú nagy méretű könnyűcirkálója. Testvérhajója a HMS Edinburgh. Nem sokkal a második világháború kitörése előtt állt szolgálatba. A háború első éveit (1939 novemberétől 1942 novemberéig) szárazdokkban töltötte, mert egy német akna súlyosan megrongálta. 1942-től a sarkvidéki konvojoknál látott el kísérőfeladatokat. 1943-ban részt vett az Északi tengeri csatában. 1944. június 6-án a normandiai partraszállást támogatta. Ott volt a koreai háborúban is.
1963-ban kivonták a szolgálatból. Először fel akarták darabolni, de egy magánkezdeményezés után múzeumhajónak alakították át a Temzén Londonban. 1971-ben nyílt meg a nagyközönség számára, mint a Hadtörténeti Múzeum része.

## Dizájn
A Belfast egy Town-osztály Edinburgh-alosztályába tartozó nagy méretű könnyűcirkáló, a Leander osztály továbbfejlesztése. A hajóosztályt az 1930-as években az Admiralitás rendelte meg válaszul a Japán Császári Haditengerészet Mogami-osztályú nagy méretű könnyűcirkálóira. A Mogami osztályú cirkálók 11 200 tonnásak voltak 15 darab 15,5 cm-es ágyúval öt lövegtoronyban. Mivel a nemzetközi haditengerészeti szerződések a 15 db már meglévő egységben korlátozták a brit Királyi Haditengerészet 203 mm-es kaliberű főtüzérséggel felszerelt nehézcirkálóinak számát, ezért az Admiralitás nehézcirkáló méretű és páncélzatú, de 8 db 203 mm-es főtüzérség helyett 12 db 152 mm-es kaliberű főtüzérséggel felszerelt, ezért a nemzetközi szerződések alapján csak könnyűcirkálónak minősülő, összesen 21 db (10 db Town és 11 db Fiji osztályú) nagy méretű könnyűcirkáló építését tervezte. Az Admiralitás koncepciója szerint a Town-osztály hajói páncélzatának ki kellett bírna az ellenséges nehézcirkálók 8"-os (203 mm) lövedékeinek telitalálatát, azaz képesnek kellett lenniük a nehézcirkálókkal való harcra és azok leküzdésére, fő fegyverzetként 12 darab 15 cm-es ágyúval kellett rendelkezniük. Az első Town-osztályú cirkáló, a 9100 tonnás HMS Southampton 1936. március 10-én állt szolgálatba.
A Town osztály egységei nem voltak egyformák, az első 5 db cirkáló (HMS Southampton, HMS Birmingham, HMS Glasgow, HMS Newcastle, HMS Sheffield) 9100 tonnás cirkáló alkotta a Southampton alosztályt, a következő 3 db cirkáló (HMS Gloucester, HMS Liverpool, HMS Manchester) pedig a kissé nagyobb, 9400 tonnás Gloucester alosztályt. A Town osztály harmadik, legnagyobb méretű alosztálya volt az Edinburgh-alosztály, ezek hosszabbak, szélesebbek és jóval nehezebbek voltak nemcsak Town-osztályú elődeiknél, de a szolgálatban álló brit nehézcirkálóknál is. Kéményeik és hátsó lövegtornyaik elrendezésén változtattak a Town-osztály korábbi 8 db cirkálójához képest. Az Endinburgh-alosztálynál az eredeti tervekben 16 darab ágyú lett volna, de a négy löveggel felszerelt tornyot nem sikerült kivitelezni, így három csövű került beépítésre.
A Belfast építése még ebben az évben megkezdődött. December 10-én fektették le a hajógerincet Harland és Wolff-nál Belfastban. A várható költség 2 141 514 £-ba volt; a fegyverek 75 000 £-ba és a légi járművek (két Supermarine Walrus) 66 500 £-ba. 1938. március 17-én, Szent Patrik napján bocsátotta vízre Anne Chamberlain, a brit miniszterelnök felesége. Ekkor készült el a Town-osztály harmadik alosztája, a Belfast-tal és a testvérhajójával a HMS Edinburgh-val.

## A háború előtti szolgálat
1939. augusztus 3-án a Belfast Portsmouth-ba hajózott, majd augusztus 5-én szolgálatba állt. Az első kapitány G A Scott volt. 761 fő szolgált alatta. A Második Cirkálóraj (2nd Cruiser Squadron) kötelékében teljesítette első gyakorlatát 14-én. A Hipper hadműveletben ő játszotta a menekülő német nehézcirkálót. A gyakorlatot sikeresen teljesítette, a flotta nem találta meg.

## A második világháború

### 1939: Jutalom és az akna
1939. augusztus 31-én a Belfast a 18. cirkálórajba. Másnap Németország támadást indított Lengyelország ellen és szeptember 3-án Nagy-Britannia és Franciaország hadat üzent a németeknek. A 18. cirklóraj az Orkney-szigeteki Scapa Flowban állomásozott és feladata a Németország elleni blokádban való részvétel volt. Október 1-jén a Belfast járőrözni indult az Északi-tengerre, majd 9-én a Feröer-szigetek közelében feltartóztatta a 13 615 tonnás SS Cap Norte óceánjárót. A hajó Ancona néven, álcázva próbált meg visszajutni Németországba. Aznap még két másik hajót is sikerült elfogni. Az Admiralitás ezekért a sikerekért pénzjutalmat adott a legénységnek.
November 10-én ért véget az őrjárat, ekkor a hajó a 2. cirkálóraj kötelékébe került át. November 21-én, az első bevetésén mágneses aknára futott a Firth of Forth-nál. Az aknát a német U-21-es tengeralattjáró helyezte el. A robbanás következtében a hajó gerince eltört és a kazánház is megsérült. 21 ember sérült meg. A Krooman vontatóhajó vitte el Rosyth-ba, ahol megkezdték a javításokat.

### 1940-1942: Javítások
A sérülések első felmérései azt mutatták, hogy a külső test nem sérült annyira, (valójában eltört a hajó gerince! és ezért le akarták bontani, három év kellett a kijavításához) de kazánház falán robbantott lyuk elég volt arra, hogy robbanások történjenek és megdőljön a hajó. 1940. január 10-én a legénységet más hajókra (főleg a HOOD-ra) irányították át. Június 28-áig sikerült annyira rendbehozni, hogy Davenportba hajózhasson. Június 30-án érkezett meg.
A munkálatok alatt kiegyenesítették és megerősítették a hajótestet. A páncél méretét is megnövelték. A fegyverzethez beszerelték az újabb "2-csövű zúzó" névre hallgató légvédelmi ágyút. A légvédelmi berendezéshez került még 18 darab 20 mm-es Oerlikon és számos 50 mm-es Vickers gépágyú. A Belfast kapott még egy új tűzvezérlő radart is. Az összsúly is nőtt, mely által a hajó sokkal stabilabb lett. 1942. november 3-án Davenportban újra hadrendbe állították. Súlya 11 550 tonnára nőtt, mellyel a Királyi Haditengerészet legnagyobb cirkálója lett.

### 1942-1943: Újrafelfegyverzés, a sarkvidéki konvojok és az Északi-tengeri csata
Visszatértekor a Belfast a 10. cirkálóraj lett zászlóshajó Robert Burnett ellentengernagy parancsnoksága alatt. Feladata az északi sarkkörön haladó konvojok biztosítása volt, hogy épségben eljussanak a Szovjetunióba.
1943. december 26-án részt vett az úgynevezett Északi-tengeri csatában. A harcba a Királyi haditengerészeti két köteléke keveredett bele. Az elsőben (JW-55B közvetlen fedezete) a 10. cirkálóraj hajói, a HMS Norfolk nehézcirkáló, a HMS Sheffield könnyűcirkáló és a Belfast és még három romboló tartozott, míg a másodikban (ugyanennek a konvojnak a távol fedezete) a HMS Duke of York csatahajó és még másik öt cirkáló vett részt. December 25-én a német Scharnhorst csatahajó elhagyta norvégiai kikötőjét, hogy megtámadja a JW55B szövetséges konvojt. Másnap találkozott az első alakulattal, mely egyből fölvette a védekező pozíciót. Sikerült csapdába csalni és a lesben várakozó Duke of York hajóágyúi elé terelni. A hatalmas gránátok és a számtalan találat, valamint a rengeteg torpedó együttesen a tengerfenékre küldte a Kriegsmarine büszke hadihajóját, ami nem adta meg magát, hanem elmerüléséig bátran harcolt a hatalmas túlerővel szemben. A háború vége felé a technikai hátrányok, különösen a jó minőségű radar hiánya miatt már nem lehetett a Scharnhorst brit csatahajók méltó ellenfele, ennek ellenérek súlyosan megrongált 4 cirkálót, számtalan rombolót és a félelmetes Duke of Yorkot is, ám nem győzhetett, elsüllyedt.

### 1944: Tirpitz és a D-nap
1944. március 30-án a Tungsten hadművelet részeként a Tirpitz német csatahajó ellen indult. Az észak-norvégiai Altafjordban állomásozott, mely a német haditengerészet utolsó norvégiai bázisa volt. A támadás április 3-án kezdődött. 42 darab Fairey Barracuda zuhanóbombázó indult meg 80 kísérő géppel a HMS Victorious és a HMS Furious anyahajókról. 14 találat érte az ellenséges hadihajót, melyek által két hónapig nem tudott megmozdulni. Egy Barracuda-t lelőttek.
A normandiai partraszálláskor Frederick Dalrymple-Hamilton parancsnoksága alatt a Belfast-ból parancsnoki hajó lett az E bombázó-század számára. Feladata a Gold és Juno partokon biztosítása a brit és kanadai csapatok partraszállását. Június 2-án elhagyta a Clyde folyó-beli támaszpontját és elindult a kijelölt zónába. Aznap reggel a brit miniszterelnök, Winston Churchill bejelentette, hogy a Belfast-ról kívánja megtekinteni a partraszállást. A szövetséges főparancsnok (Dwight D. Eisenhower) és a haditengerészet vezérkari főnöke (Sir Andrew Cunningham) elutasította ezt. Az utazást végül VI. György király akadályozta meg.
Június 5-én a partraszállást elhalasztották egy nappal későbbre. De másnap reggel 5:30-kor a Belfast tüzet nyitott a Ver-sur-Mer-i német állásokra, hogy elnémítsa őket és elősegítse a brit 7. zászlóalj előrenyomulását. Június 12-én a kanadai csapatokat segítette a Juno parton majd visszatért Portsmouth-ba utánpótlásért. Két nappal később már újra bombázott. Július 6-án éjjel torpedónaszádok (Schnellboot) fenyegették a horgonyzó hajót. Sikerült kitérnie és egy füstfüggönybe elbújnia. Július 8-án európai vizeken tüzelte el utolsó lőszereit a HMS Roberts monitorral és a HMS Rodney csatahajóval karöltve. 10-én visszatért Scapa Flow-ba, mert a franciaországi harcok már kívül estek hatókörén.

### 1945: Szolgálat a Távol-Keleten
1944. július 29-én Parham kapitány átadta a hajót R M Dick kapitánynak és a Belfast-on elkezdődött a felkészítés a távol-keleti szolgálatra. A szállásokat átalakították a trópusi éghajlatnak megfelelően és megerősítették a légvédelmet is a várható japán kamikaze támadások miatt.
1945. június 17-én, az európai harcok befejeztekor indult el Gibraltáron, Máltán, Alexandrián, Port Said-on, Ádenen és Colombón keresztül Sydneybe, ahova augusztus 7-én érkezett meg. A Brit csendes-óceáni flotta 2. cirkálórajának zászlóshajója lett. Úgy nézett ki, hogy csatlakozni fog a Downfall-hadművelet-hez, de Japán augusztus 15-ei kapitulációjával erre nem nyílt lehetőség.

## Képgaléria

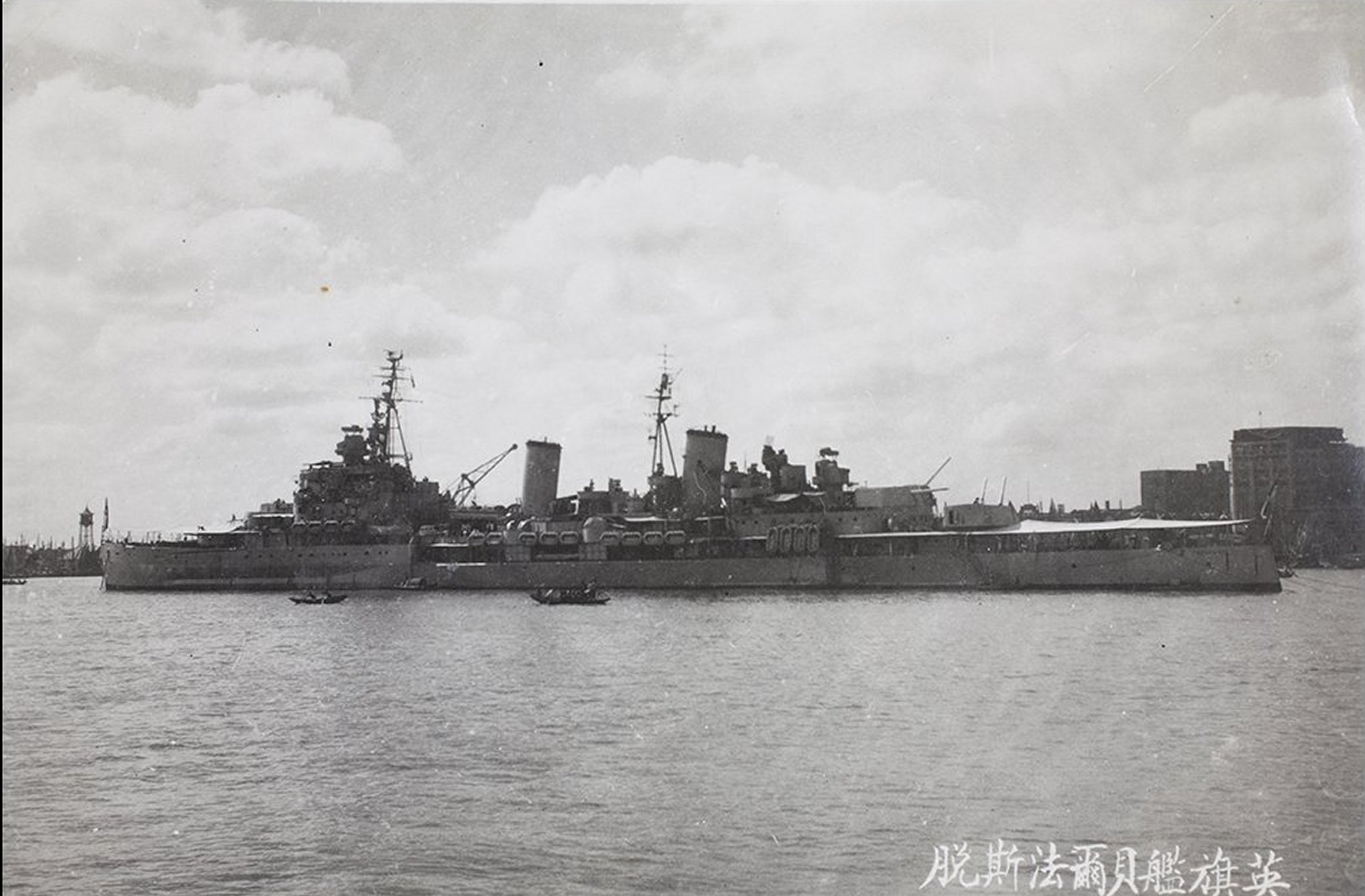
Az HMS Belfast brit könnyűcirkáló 1945-ben Sanghaiban.
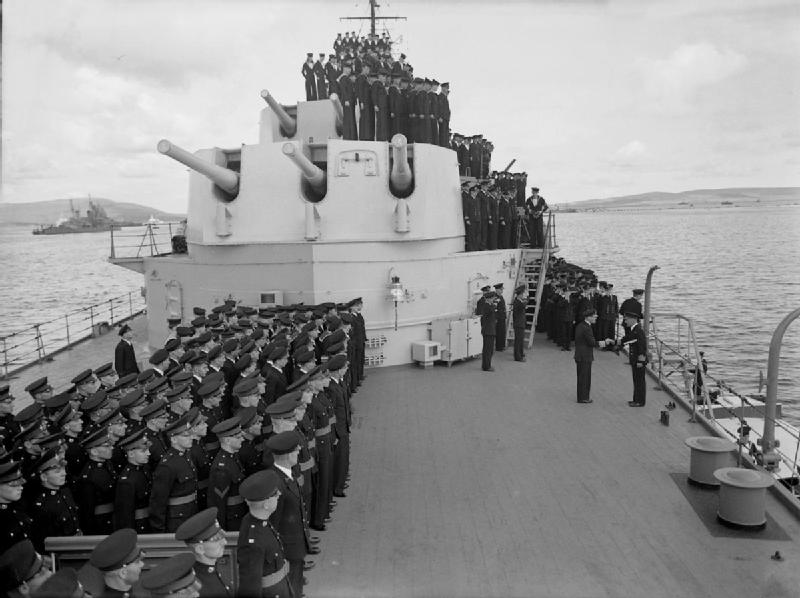
Őfelsége VI. György brit király látogatása az HMS Belfast fedélzetén.
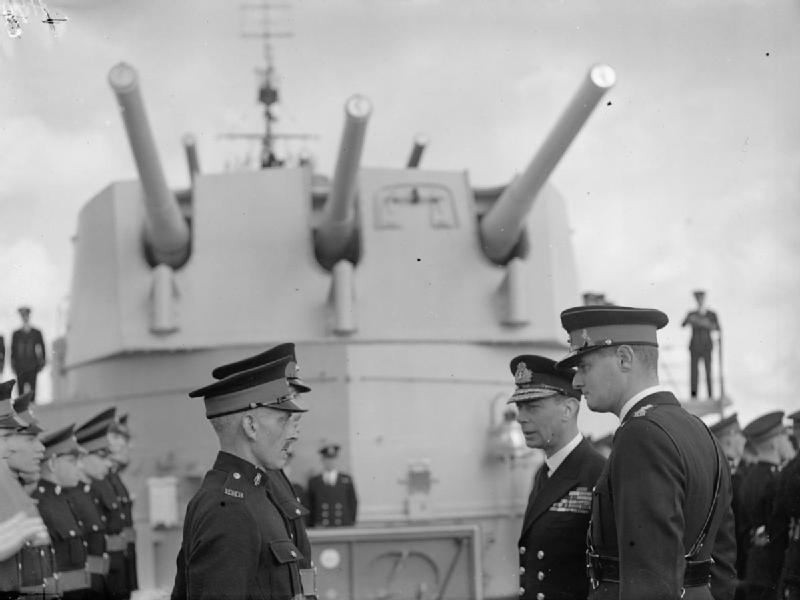
VI. György király szemléje az HMS Belfast tengerészgyalogosai fölött, a cirkáló hátsó lövegtornyai előtt.
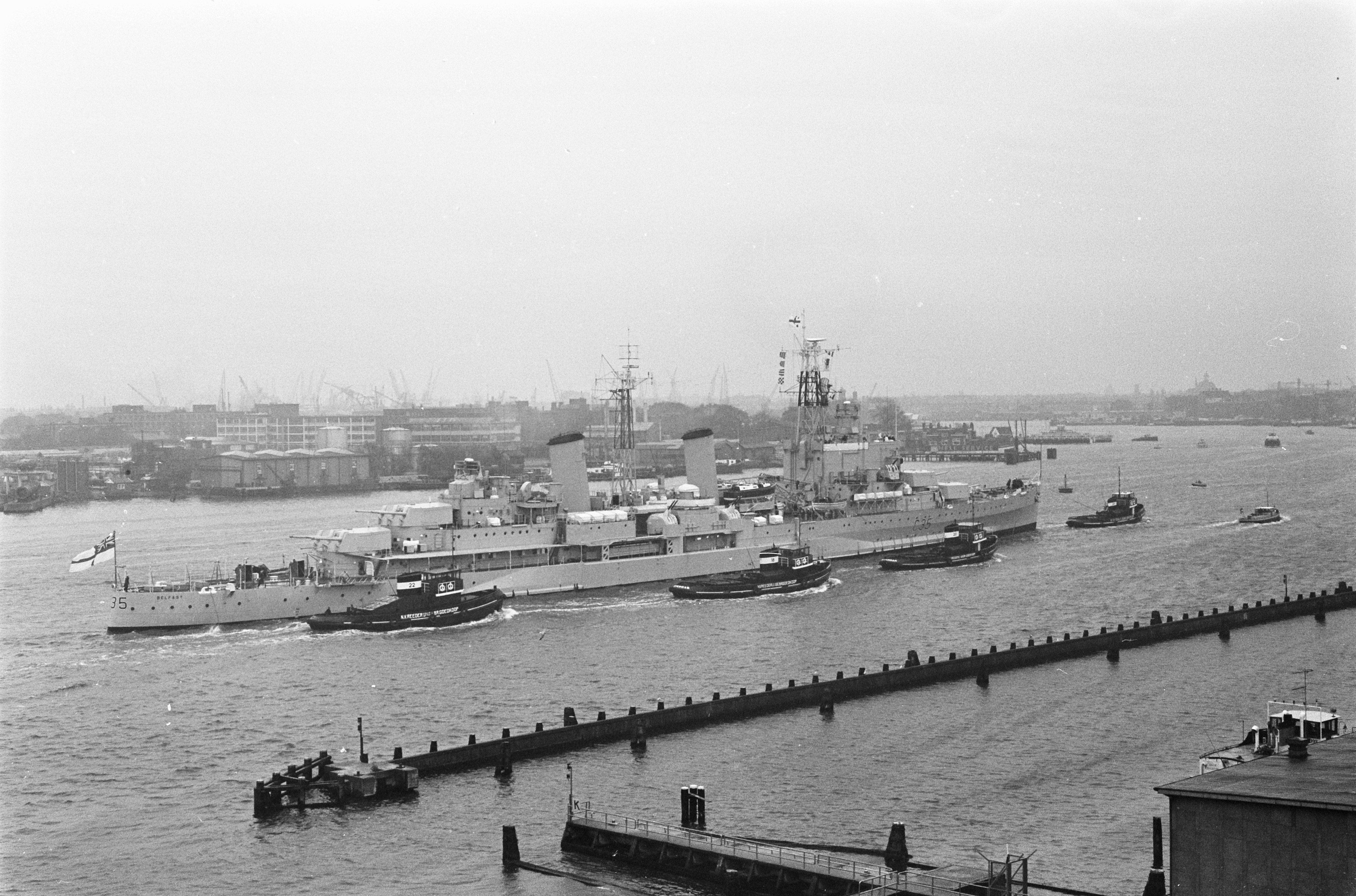
Az HMS Belfast könnyűcirkáló pályafutása végén, 1962-ben.
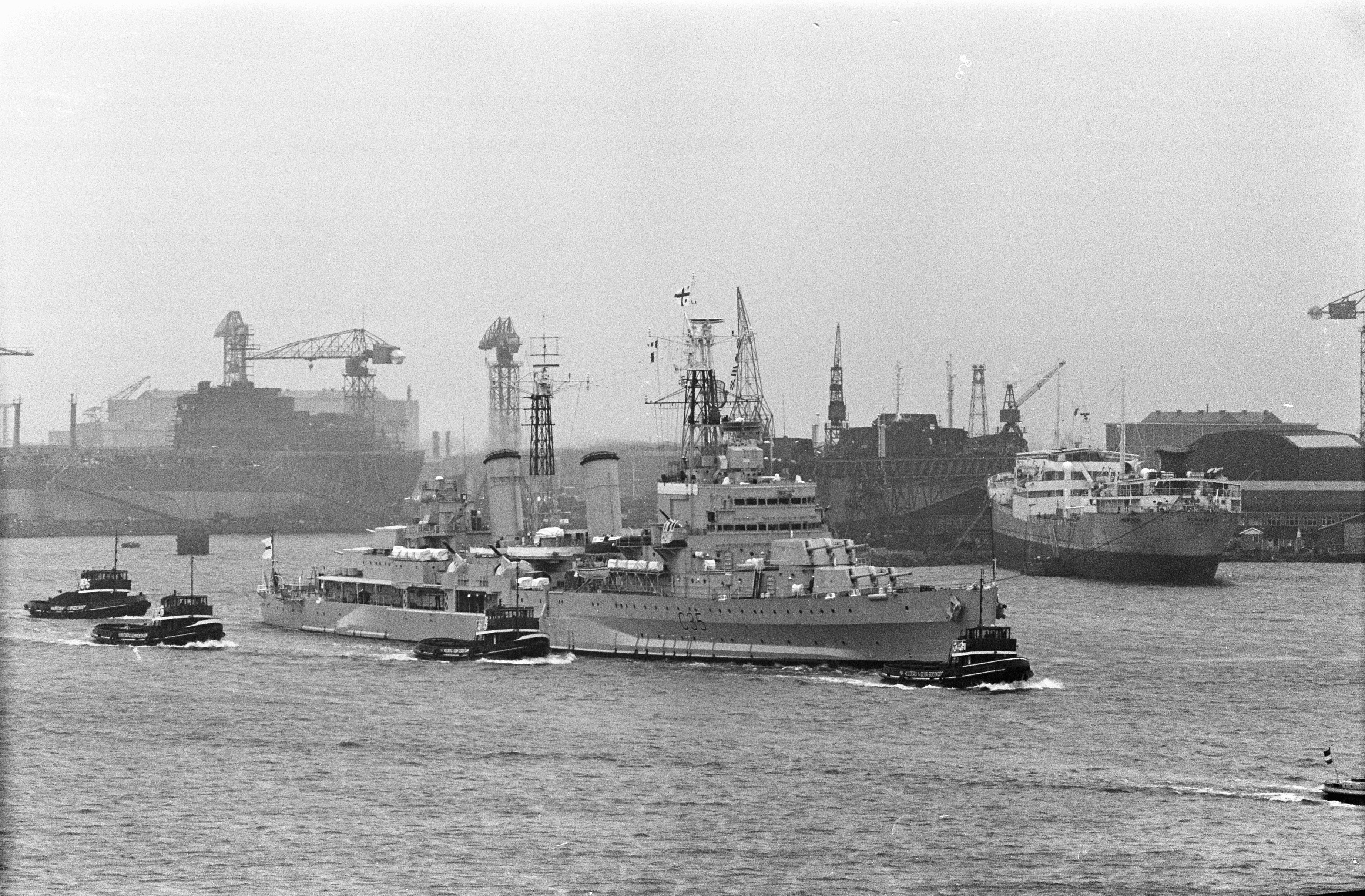
Az HMS Belfast könnyűcirkáló 1962-ben.
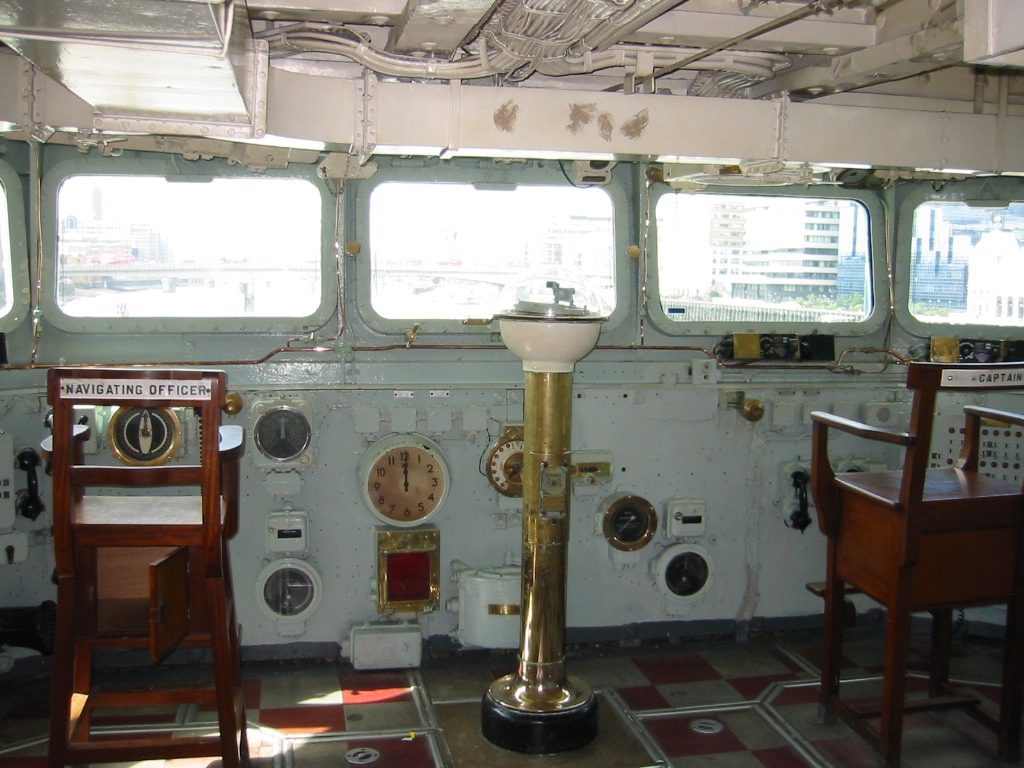
A HMS Belfast kapitányi hídja.
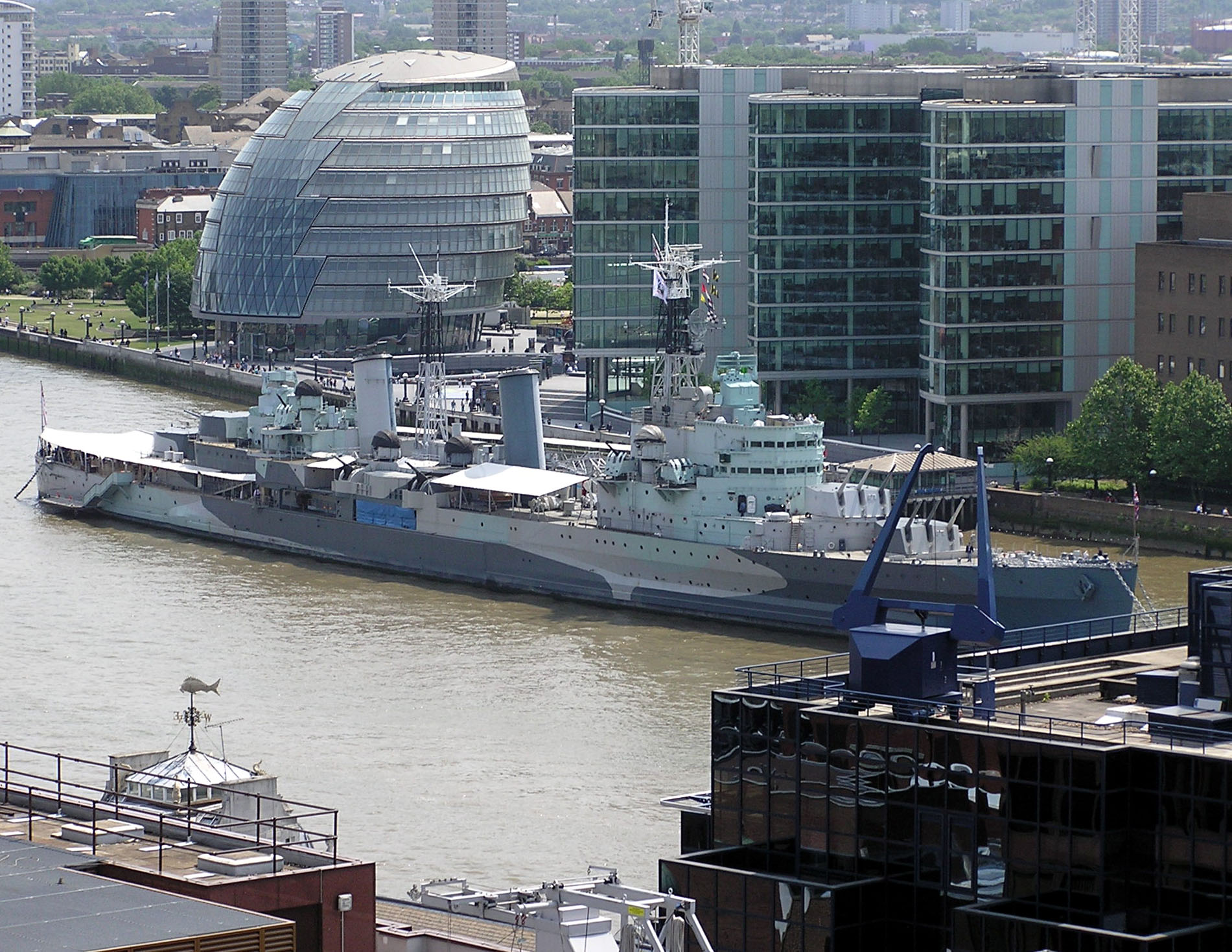
HMS Belfast és City Hall látképe a Nagy Londoni Tűzvész emlékműről.
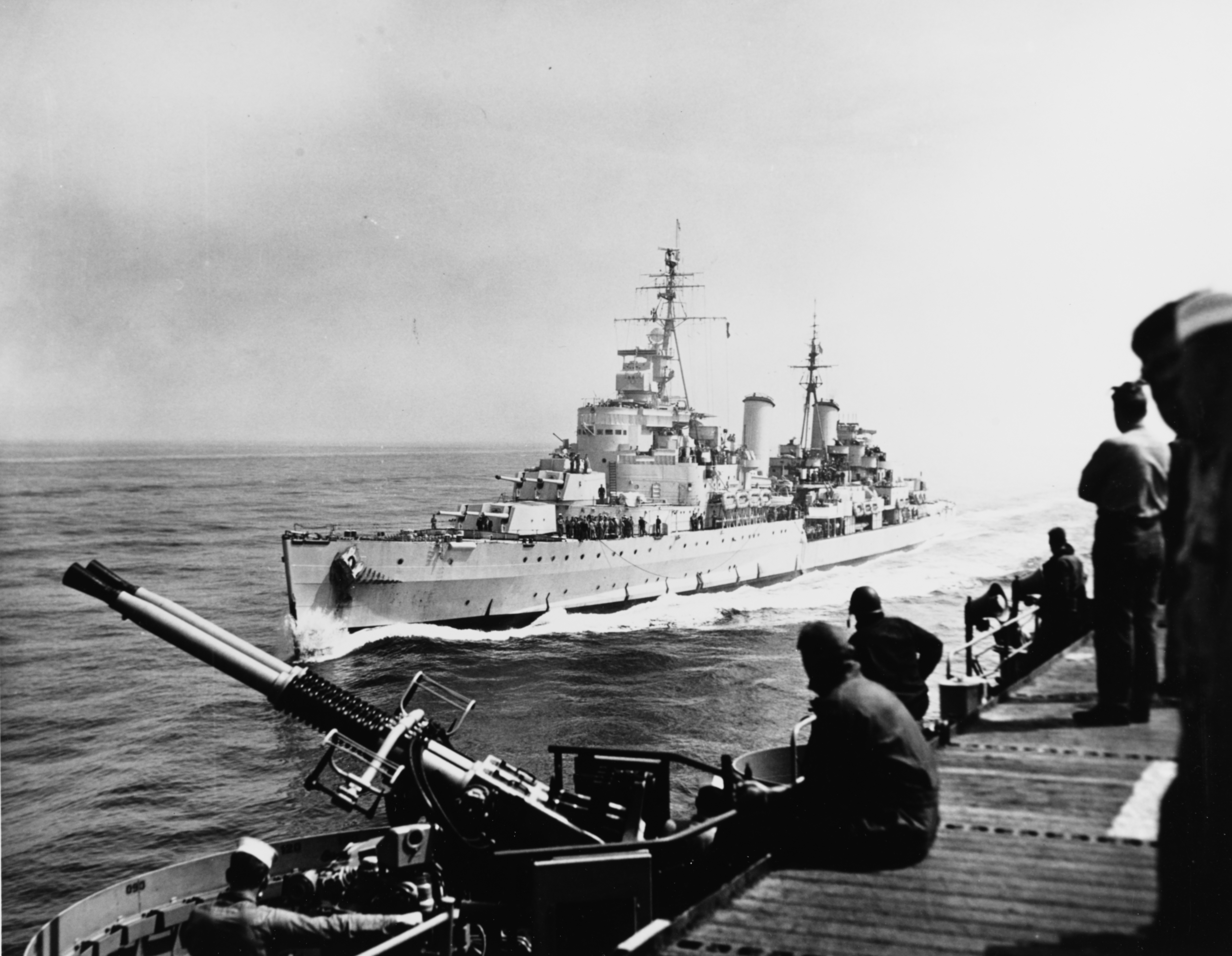
Belfast Korea partjainál 1952. május 27-én.
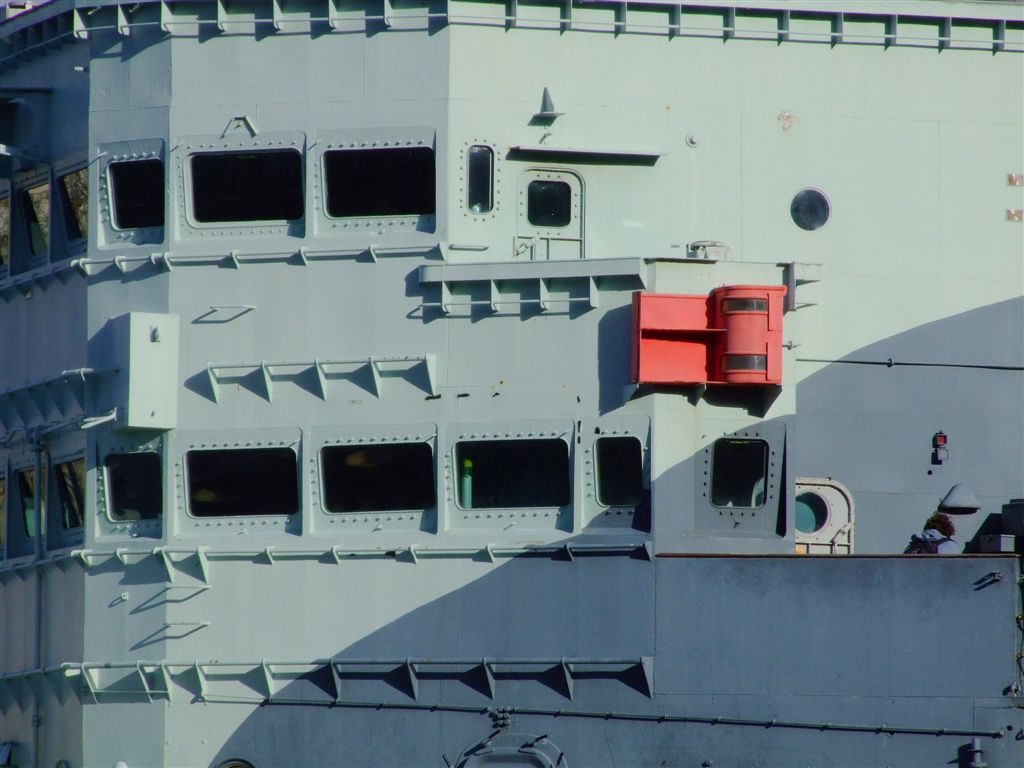
A kapitányi híd (felső ablaksor) és a tengernagyi híd (alsó ablaksor) a parancsnoki tornyon.
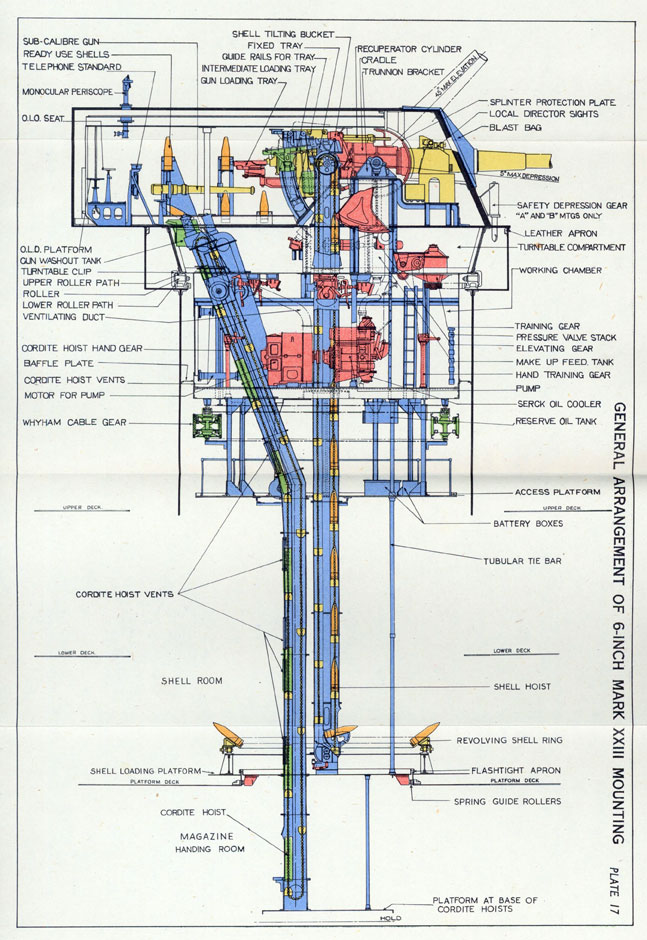
Az HMS Belfast könnyűcirkáló 4 db BL 6 inch Mk XXIII háromágyús lövegtoronnyal rendelkezett. A képen a lövegtorony szerkezeti rajza látható.
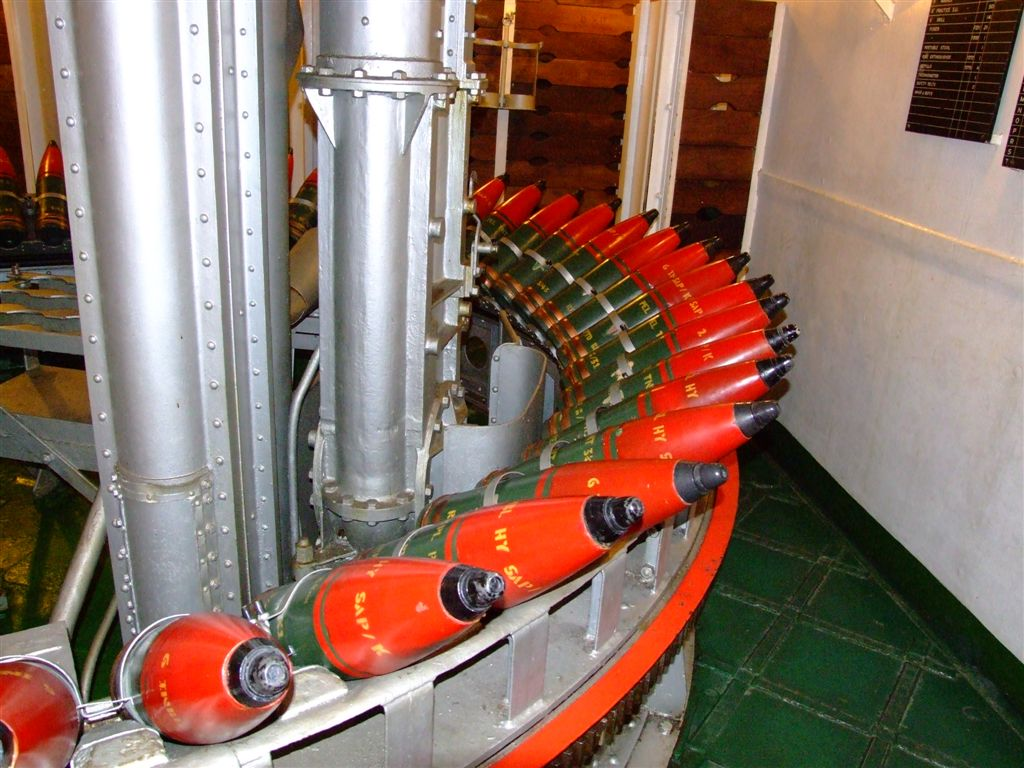
152 mm-es lövedékek az adagolóban.

## Fordítás
- Ez a szócikk részben vagy egészben  a   HMS Belfast (C35) című angol Wikipédia-szócikk ezen változatának fordításán alapul.  Az eredeti cikk szerkesztőit annak laptörténete sorolja fel. Ez a jelzés csupán a megfogalmazás eredetét és a szerzői jogokat jelzi, nem szolgál a cikkben szereplő információk forrásmegjelöléseként.

## Külső hivatkozások
- HMS Belfast a Hadtörténeti Múzeum weboldalán
- HNSA weboldala: HMS Belfast
- Királyi Haditengerészet Amatőr Rádiósok Társasága (RNARS)
- RNARS London (HMS Belfast) csoport
- Légifotó a HMS Belfast-ról a Google Local-on